# Tom Sharpe
Thomas „Tom“ Ridley Sharpe (* 30. März 1928 in London; † 6. Juni 2013 in Llafranc, Spanien) war ein britischer Schriftsteller.

## Leben
Sharpe studierte am Lancing College und am Pembroke College in Cambridge. Er arbeitete ab 1951 als Buchhalter, Sozialarbeiter und Fotograf in der Provinz Natal, Südafrika, bis er von dort 1961 wegen seines Engagements gegen die Apartheid ausgewiesen wurde. Danach unterrichtete er an einer Berufsschule in Cambridge, bis es ihm der große Erfolg seiner Bücher ermöglichte, sich als freier Schriftsteller niederzulassen. Er lebte mit seiner Familie zunächst in der englischen Grafschaft Dorset. 1995 ließ er sich im katalanischen Llafranc nieder.
Sharpe zählte zu den erfolgreichsten zeitgenössischen Autoren Englands. Seine Romane sind von extremem, oft rabenschwarzem Humor geprägte Gesellschaftssatiren.
Der 1977 erschienene Roman The Great Pursuit (Der Renner) handelt von einem kontroversen erotischen Roman und seiner anonymen Autorin, einer hochangesehenen Literaturkritikerin – eine Koinzidenz zu der Geschichte der O.
Klex in der Landschaft (Blott on the Landscape) wurde im Jahr 1985 von der BBC als eine sechsteilige Fernsehserie verfilmt. Das Drehbuch schrieb Malcolm Bradbury, die Regie führte Roger Bamford, die Hauptrollen spielten Geraldine James, George Cole und David Suchet. Schwanenschmaus in Porterhouse (Porterhouse Blue) wurde zur Vorlage einer vierteiligen Fernsehserie aus dem Jahr 1987, die Channel 4 produzierte.
Besonders populär ist der Kinofilm Puppenmord nach Sharpes gleichnamigem erstem Roman aus der Wilt-Reihe.

### Begräbniskontroverse
Monserat Verdaguer, Sharpes Lebensgefährtin in seinen letzten zehn Lebensjahren, wurde von einem in Kirchengericht zu einer Geldstrafe verurteilt, weil sie einen kleinen Teil seiner Asche ohne Erlaubnis auf dem Friedhof von St Aidan’s Church in Thockrington bestattet hatte. Verdaguer hatte im Juni 2014 ein Loch auf dem Friedhof gegraben und eine Flasche Whiskey, eine kubanische Zigarre und Sharpes Lieblingsstift zusammen mit einem Beutel seiner Asche hineingelegt. Zuvor hatte sie Dokumente entdeckt, in denen Sharpe den Wunsch geäußert hatte, auf diesem Friedhof beigesetzt zu werden, auf dem auch sein Vater, ehemals Priester der Gemeinde, beigesetzt worden war. Verdaguer gab an, die Asche Sharpes sei zum größten Teil an seine Witwe gegangen, sie habe einen kleinen Teil erhalten. Die Diözese Newcastle ließ das illegale Begräbnis exhumieren. Sharpes Witwe zeigte sich von den Vorgängen „überrascht und beunruhigt“.

## Werke
Piemburg-Reihe
- 1971: Tohuwabohu (Riotous Assembly)
- 1973: Mohrenwäsche (Indecent Exposure)

Porterhaus-Blue-Reihe
- 1974: Schwanenschmaus in Porterhouse (Porterhouse Blue)
- 1995: Bloody Mary (Grantchester Grind)

Henry-Wilt-Reihe
- 1976: Puppenmord oder bis, dass ihr Tod ihn scheidet (Wilt)
- 1979: Trabbel für Henry (The Wilt Alternative)
- 1984: Henry dreht auf (Wilt on High)
- 2004: Der Einfaltspinsel (Wilt in Nowhere)
- 2010: Henry haut ab (The Wilt Inheritance)

andere
- 1975: Klex in der Landschaft (Blott on the Landscape)
- 1977: Der Renner (The Great Pursuit)
- 1978: Familienbande (The Throwback)
- 1980: Feine Familie (Ancestral Vices)
- 1982: Alles Quatsch (Vintage Stuff)
- 1996: Ein dicker Hund (The Midden)
- 2009: Lauter Irre (The Gropes)

## Hörbücher
- 2007: Ein dicker Hund (gelesen von Boris Aljinovic)
- 2011: Puppenmord (gelesen von Olli Dietrich)
- 2012: Tohuwabohu (gelesen von Volker Niederfahrenhorst)

## Filmografie
- 1985: Klex in der Landschaft (Blott on the landscape), Fernsehserie
- 1987: Schwanenschmaus in Porterhouse (Porterhouse blue), Fernsehserie
- 1989: Puppenmord (Wilt)